# Калдани, Гиорги
Гиорги Калдани (груз. გიორგი ქალდანი; род. 24 марта 1992 года, Сухуми, Грузия) — грузинский парадзюдоист. Серебряный призёр летних Паралимпийских игр 2024 в Париже.

## Биография
Начал заниматься дзюдо в возрасте 14 лет. Завоевал серебро на чемпионате Грузии по дзюдо в 2013 году. Позже перешёл в паралимпийское дзюдо.
28 августа 2021 года принял участие на летних Паралимпийских играх 2020 в Токио в весовой категории до 73 кг. В 1/8 финала победил португальца Джибрило Иафу, в четвертьфинале — украинца Руфата Магомедова. В полуфинале уступил казахстанцу Темиржану Даулету, а в матче за бронзовую медаль проиграл литовцу Освальдасу Барейкису.
6 сентября 2024 года принял участие на летних Паралимпийских играх 2024 в Париже в весовой категории до 73 кг (класс J2). В четвертьфинале победил румынского спортсмена Даниэля Варгоцки, в полуфинале — узбека Учкуна Куранбаева. В финале турнира уступил японскому дзюдоисту Юдзиро Сэто и завоевал «серебро» Паралимпиады-2024.

## Основные спортивные результаты
| Год  | Турнир                          | Место проведения | Категория    | Место |
| ---- | ------------------------------- | ---------------- | ------------ | ----- |
| 2021 | Летние Паралимпийские игры 2020 | Токио            | до 73 кг     | 5     |
| 2022 | Чемпионат мира                  | Баку             | до 73 кг, J2 | 7     |
| 2022 | Чемпионат Европы                | Кальяри          | до 73 кг, J2 | 1     |
| 2023 | Чемпионат Европы                | Роттердам        | до 73 кг, J2 | 1     |
| 2024 | Летние Паралимпийские игры 2024 | Париж            | до 73 кг, J2 | 2     |
| 2025 | Чемпионат мира                  | Астана           | до 70 кг, J2 | 1     |